# Vieri Kotzebue
Vieri Kotzebue (Rotterdam, 31 augustus 2002) is een Nederlands voetballer van Surinaamse afkomst die als aanvaller voor FC Den Bosch speelt.

## Carrière
Vieri Kotzebue speelde in de jeugd van Sparta Rotterdam en NAC Breda. In de voorbereiding van het seizoen 2021-2022 maakte hij indruk en sloot hij bij de eerste selectie van NAC aan. Hij debuteerde in het betaald voetbal op 8 augustus 2021, in de met 2-2 gelijkgespeelde uitwedstrijd tegen VVV-Venlo. Hij kwam in de 79e minuut in het veld voor Colin Rösler. Een week later, tegen Telstar, viel hij in voor DJ Buffonge, maar moest hij zich enkele minuten later weer laten vervangen door Ayouba Kosiah vanwege een schouderblessure. Door deze blessure was hij twee maanden uitgeschakeld. Bij zijn basisdebuut, op 22 oktober 2021 tegen MVV Maastricht, maakte hij de 2-0. Op 14 december van hetzelfde jaar maakte hij als invaller in de laatste minuut het winnende doelpunt in de bekerwedstrijd tegen FC Utrecht.
Vanaf het seizoen 2023-2024 speelt Kotzebue voor FC Den Bosch. Aldaar heeft hij een contract tot de zomer van 2026. In zijn eerste seizoen kwam hij door blessures maar negentien keer in actie. Tijdens de voorbereiding op seizoen 2024-2025 raakte Kotzebue opnieuw geblesseerd. Op 13 september, in het 2-0 gewonnen thuisduel tegen ADO Den Haag, keerde hij na zes maanden weer terug op het veld. In de zesentachtigste minuut verving de aanvaller Thijs van Leeuwen. Zijn eerste goals voor FC Den Bosch maakte de aanvaller op 4 oktober 2024. In de met 2-2 gelijk gespeelde thuiswedstrijd tegen De Graafschap verving Kotzebue na zesenzestig minuten Törles Knöll en draaide hij binnen zeven minuten een achterstand om in een 2-1 voorsprong. Mede door zijn goals pakte FC Den Bosch hierdoor de titel in de Eerste Periode. Op 30 januari 2025 maakte FC Den Bosch bekend dat de aanvaller voor de rest van het seizoen wordt verhuurd aan FC Dordrecht. De Rijnmonders hebben tevens een optie tot koop bedongen. Voor de Dordtenaren speelde de aanvaller zeven competitiewedstrijden waarin hij twee keer scoorde. Waaronder een goal tegen FC Den Bosch. Vanaf het seizoen 2025/26 speelt Kotzebue weer voor de Bosschenaren.

### Statistieken
| Seizoen                    | Club           | Land           | Competitie     | Competitie | Competitie | Beker | Beker | Totaal | Totaal |
| Seizoen                    | Club           | Land           | Competitie     | Wed.       | Dlp.       | Wed.  | Dlp.  | Wed.   | Dlp.   |
| -------------------------- | -------------- | -------------- | -------------- | ---------- | ---------- | ----- | ----- | ------ | ------ |
| 2021/22                    | NAC Breda      | Nederland      | Eerste divisie | 12         | 1          | 2     | 1     | 14     | 2      |
| 2022/23                    | NAC Breda      | Nederland      | Eerste divisie | 9          | 1          | 0     | 0     | 9      | 1      |
| 2023/24                    | FC Den Bosch   | Nederland      | Eerste divisie | 19         | 0          | 1     | 0     | 20     | 0      |
| 2024/25                    | FC Den Bosch   | Nederland      | Eerste divisie | 18         | 4          | 1     | 0     | 19     | 4      |
| 2025                       | → FC Dordrecht | Nederland      | Eerste divisie | 7          | 2          | 0     | 0     | 7      | 2      |
| Carrièretotaal             | Carrièretotaal | Carrièretotaal | Carrièretotaal | 65         | 8          | 4     | 1     | 69     | 9      |
| Bijgewerkt op 27 juni 2025 |                |                |                |            |            |       |       |        |        |